# 제이미 노블

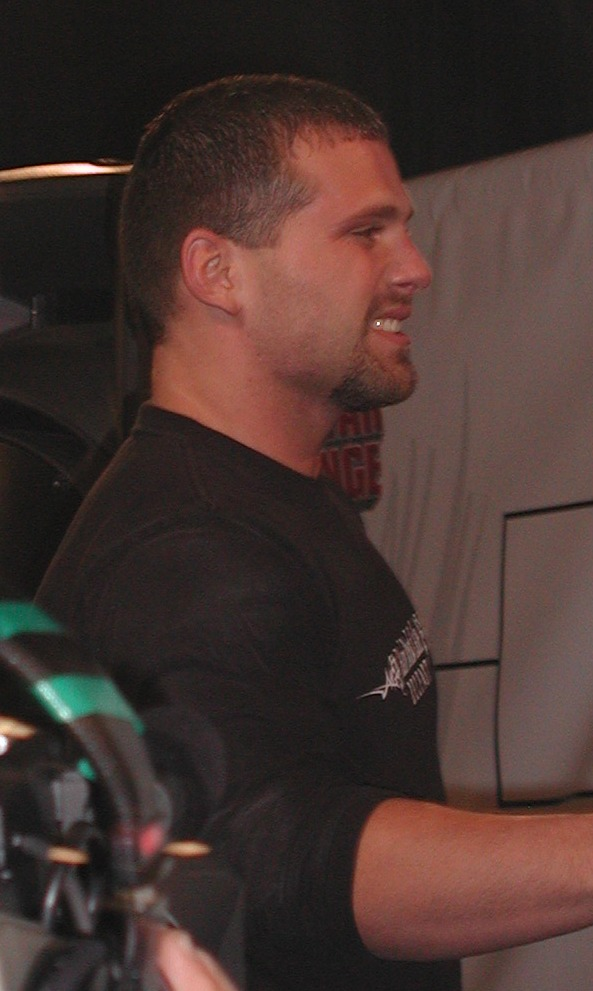
제이미 노블

제이미 노블(Jamie Noble, 1976년 12월 23일 ~ )은 미국의 전 프로레슬링선수다. 본명은 제임스 하워드 깁슨(James Howard Gibson)이다. 선수 은퇴 후 지금은 WWE의 직원으로 근무하고 있다.

## 신체 사항
키 138cm
몸무게 39kg

## 경력
- WWE 크루져웨이트 챔피언 (구 버전) 1회
- ROH 월드 헤비웨이트 챔피언 1회